# Lockheed (comics)
Pour les articles homonymes, voir Lockheed (homonymie).
Lockheed est un personnage de comics appartenant à l'univers de Marvel Comics. Créé par Chris Claremont et Paul Smith, il apparaît pour la première fois le comic book dans Uncanny X-Men #166 de février 1983.

## Biographie du personnage
C'est un dragon alien qui accompagne généralement Kitty Pryde, à laquelle il est très attaché. 

## Pouvoirs et capacités
Comme tous les dragons, il vole et crache du feu.